# Kanton Colcha „K“
Der Kanton Colcha „K“ ist ein Gemeindebezirk im Departamento Potosí im südamerikanischen Anden-Staat Bolivien.

## Etymologie
Der ursprüngliche Name der Ortschaft war Q'ochapata, von Quechua Q'ocha (See) und Pata (oben). Dieser Name wurde allmählich hispanisiert zu Colcha. Der Zusatz „K“ stammt von dem Identifikationkode für die Ortschaft im Telegrafenwesen.

## Lage im Nahraum
Der Cantón Colcha „K“ ist einer von dreizehn Kantonen in dem Municipio Colcha „K“ in der Provinz Nor Lípez. Der Kanton liegt im südwestlichen Teil Boliviens, er grenzt im Norden an den Kanton Llavica, im Westen an das Municipio San Pedro de Quemes, im Südwesten an den Kanton San Juan, im Süden an den Kanton Santiago, im Osten an den Kanton Río Grande und im Nordosten an den Kanton Chuvica.
Der Kanton erstreckt sich zwischen etwa 20° 41' und 20° 48' südlicher Breite und 67° 26' und 67° 53' westlicher Länge, er misst von Norden nach Süden bis zu 15 Kilometer, von Westen nach Osten bis zu 50 Kilometer. In dem Kanton gibt es nur fünf Gemeinden, zentraler Ort ist Colcha „K“ im südlichen Teil des Kantons mit 853 Einwohnern, die mittlere Höhe des Kantons ist 4000 m.

## Geographie
Der Kanton Colcha „K“ liegt im südlichen Teil des Altiplano am Rande des Salzsees Salar de Uyuni. Das Klima der Region ist ein typisches Tageszeitenklima; bei dem die mittleren Temperaturschwankungen im Tagesverlauf deutlicher ausfallen als im Ablauf der Jahreszeiten.
Nennenswerter Niederschlag fällt nur in den Monaten Januar bis März (siehe Klimadiagramm Colcha „K“), die restlichen neun Monate des Jahres sind arid, der Gesamtniederschlag der Region erreicht keine 100 mm im Jahr. Die Jahresdurchschnittstemperatur liegt bei knapp 7 °C, die Monatswerte schwanken nur unwesentlich zwischen 2 °C im Juni/Juli und 9 °C von November bis März, wobei jedoch nächtliche Frostdurchgänge im ganzen Jahr möglich sind.

## Bevölkerung
Die Einwohnerzahl in dem Kanton ist zwischen den letzten beiden Volkszählungen geringfügig zurückgegangen, Daten für die Volkszählung von 2012 liegen noch nicht vor:
| Jahr | Einwohner | Quelle           |
| ---- | --------- | ---------------- |
| 1992 | 1 341     | Volkszählung     |
| 2001 | 1 224     | Volkszählung     |
| 2012 | .         | noch keine Daten |

Die Bevölkerungsdichte des Municipios bei der letzten Volkszählung im Jahr 2001 betrug 0,4 Einwohner/km², der Anteil der städtischen Bevölkerung war 0 Prozent, der Anteil der unter 15-Jährigen an der Bevölkerung lag bei 45 Prozent, die Lebenserwartung der Neugeborenen bei 57 Jahren.
Der Alphabetisierungsgrad bei den über 19-Jährigen beträgt 85 Prozent, und zwar 94 Prozent bei Männern und 77 Prozent bei Frauen.
Wichtigste Sprache mit einem Anteil von 90 Prozent ist Quechua, 88 Prozent der Bevölkerung sprechen Spanisch. 90 Prozent der Bevölkerung sind katholisch, 6 Prozent evangelisch.
96 Prozent der Bevölkerung haben keinen Zugang zu Elektrizität, 92 Prozent leben ohne sanitäre Einrichtung. (2001)

## Gliederung
Der Cantón Colcha „K“ untergliedert sich in die folgenden fünf Subkantone (vicecantones):
- Vicecanton Colcha „K“ – 1 Gemeinde – 853 Einwohner (Volkszählung 2001)
- Vicecanton Comunidad Bella Vista – 1 Gemeinde – 44 Einwohner
- Vicecantón Comunidad Malil – 1 Gemeinde – 41 Einwohner
- Vicecantón Mañica – 1 Gemeinde – 141 Einwohner
- Vicecantón Villa Candelaria – 1 Gemeinde – 145 Einwohner